# Малиновське сільське поселення (Аромашевський район)
Мали́новське сільське поселення (рос. Малиновское сельское поселение) — муніципальне утворення у складі Аромашевського району Тюменської області, Росія.
Адміністративний центр — село Малиновка.

## Історія
2004 року ліквідовано присілок Іліней.

## Населення
Населення — 355 осіб (2020; 381 у 2018, 494 у 2010, 686 у 2002).

## Склад
До складу поселення входять такі населені пункти:
| Населений пункт     | Населення, осіб (2002) | Населення, осіб (2010) |
| ------------------- | ---------------------- | ---------------------- |
| Бусаровка, присілок | 167                    | 138                    |
| Іліней, присілок    | 4                      | -                      |
| Малиновка, село     | 696                    | 479                    |
| Сєверна, присілок   | 126                    | 100                    |